# Doomsday (DC Comics)
Doomsday là nhân vật siêu phản diện hư cấu xuất hiện trong sách truyện tranh Mỹ, được phát hành bởi DC Comics. Nhân vật được miêu tả là kẻ thù nguy hiểm nhất của Superman, cũng như Justice League. Được tạo ra bởi Dan Jurgens, nhân vật ra mắt lần đầu tiên trong Superman: The Man of Steel #17 (tháng 11 năm 1992) và lần đầu tiên ra mắt chính thức trong Superman: The Man of Steel #18 (tháng 12 năm 1992).
Doomsday được IGN xếp thứ 46 trong Top 100 Nhân vật truyện tranh phản diện mọi thời đại. Hắn được biết đến là nhân vật duy nhất được cho là đã giết được Superman trong Cái chết của Superman (The Death of Superman), cho dù chính hắn đã bị Superman giết cùng lúc. Nhân vật xuất hiện trong phim Batman đại chiến Superman: Ánh sáng công lý (2016), được lòng tiếng và biểu diễn bởi Robin Atkin Downes thông qua hệ thống ghi hình động.